# Kënga Magjike 2012
Kënga Magjike 14 var den 14:e upplagan av musiktävlingen Kënga Magjike. Tävlingens final kom att hållas den 10 november 2012 med semifinaler den 8 och 9 november. Tävlingens låtar började presenteras den 16 september vid TV-programmet E diela shqiptare (albansk söndag) med Ardit Gjebrea som värd. Den sista presentationsomgången hölls söndagen den 4 november och under efterföljande vecka hölls finalen. De två semifinalerna bestod av 22 respektive 21 bidrag som tävlade om att ta sig till finalen den 10 november. Väl i finalen vann Alban Skënderaj med låten "Refuzoj" efter att ha fått 958 poäng. På andra plats slutade Aleksandër & Renis Gjoka och Juliana Pasha slutade trea.

## Deltagare
Låtar kunde skickas in till tävlingen den 3-5 september 2012. Som föregående år presenteras deltagarna genom att framträda i TV-programmet E diela shqiptare på TV Klan. De sju första bidragen framträdde i programmet den 16 september 2012.
| Nr | Artist                       | Låt                  | Text / Musik                              |
| -- | ---------------------------- | -------------------- | ----------------------------------------- |
| 1  | Andos                        | "Ku je ti"           | Alban Skënderaj / Andos                   |
| 2  | Kelly                        | "Ne të njejtën hënë" | Kelly                                     |
| 3  | Don Enio                     | "Hot Line"           | Eni Gurra                                 |
| 4  | Devis Xherahu                | "Fallxhorja"         | Dr. Flori / Devis Xherahu & Gent Myftaraj |
| 5  | Mateus Frroku & Xhesika Polo | "Me shumë të dua"    | Elgit Doda                                |
| 6  | Blerina Braka                | "Ole Ole"            | Stine                                     |
| 7  | Adhurim Deari                | "Sonte"              | Venera Lumani / Darko Dimitrov            |

| Nr | Artist                       | Låt             | Text / Musik                |
| -- | ---------------------------- | --------------- | --------------------------- |
| 8  | Adelina Emini                | "Në përvjetor"  | Big Basta / Darko Dimitrov  |
| 9  | Drilon Shala                 | "Do kthehësh"   | Drilon Shala / Endrit Shani |
| 10 | Eli Fara feat. Mangavatu     | "Romale"        | Adrian Hila                 |
| 11 | Zajmina Vasjari              | "Do pi"         | Edlir Begolli               |
| 12 | Stine feat. GB MC & Rudi Cat | "Ti je ëngjëll" | Stine                       |
| 13 | Grifshat                     | "E kthjëllet"   | Bojken Lako                 |

| Nr | Artist            | Låt              | Text / Musik                            |
| -- | ----------------- | ---------------- | --------------------------------------- |
| 14 | Shakull           | "Amana aman"     | Inida Gjata / Christian Kreuz           |
| 15 | Xhensila Myrtezaj | "Me ty jam"      | Stine                                   |
| 16 | Rozana Radi       | "Ti s'ke zemër"  | Rozana Radi / Adrian Hila               |
| 17 | Lynx              | "Sa pak mjafton" | Lynx                                    |
| 18 | Erjon Beçi        | "Mo'"            | Erjon Beçi & Big Basta / Darko Dimitrov |
| 19 | Ingrit Gjoni      | "Më duaj"        | Ronela Hajati / Elgit Doda              |

| Nr | Artist                  | Låt                  | Text / Musik                                |
| -- | ----------------------- | -------------------- | ------------------------------------------- |
| 20 | Adrian Gaxha & Floriani | "Ngjyra e kuqe"      | Bujar Idrizi / Adrian Gaxha                 |
| 21 | Pirro Çako              | "Dalldisa"           | Pirro Çako                                  |
| 22 | Leotrim Gashi           | "Nuk të kam harruar" | Ilir Berani                                 |
| 23 | Eliza Hoxha             | "Mbetëm"             | Eliza Hoxha / Adrian Hila                   |
| 24 | Elia & Lazy             | "Je ti"              | Petro Xhori & Lazy / Irkenc Hysa            |
| 25 | Aurel Hamzai            | "Delirium"           | Big Basta & Aurel Amzai / Llazar Cvetkovski |
| 26 | Vojsava Aliaj           | "Brenge zemrë"       | Dorina Muhaj / Valter Beqo                  |

| Nr | Artist           | Låt                  | Text / Musik                                                |
| -- | ---------------- | -------------------- | ----------------------------------------------------------- |
| 27 | Hersi            | "Animon"             | Genta Hodo / Elgit Doda                                     |
| 28 | Greta Koçi       | "Me sheh nga lart"   | Eni Koçi / Gramoz Kozeli                                    |
| 29 | Muhamet Ibrahimi | "Lermë të të dua"    | Rozana Radi / Adrian Hila                                   |
| 30 | Levels           | "Ajo don mu ni nalt" | Albert Kastrati & Donat Bejtja / Migjen Çaka & Faton Dolaku |
| 31 | Big Basta & Enca | "All That"           | Big Basta                                                   |
| 32 | A.D.A.           | "Edhë një natë"      | Arjon Gjini & Alban Skënderaj                               |
| 33 | Rezarta Shkurta  | "Me fal"             | Arben Duka / Elgit Doda                                     |

| Nr | Artist         | Låt              | Text / Musik                |
| -- | -------------- | ---------------- | --------------------------- |
| 34 | Objective      | "Ne çdo gjendjë" | Lirim Alija / Blerim Qamili |
| 35 | Era Çaushllari | "E doja"         | Ledi Zaçe / Adrian Hila     |
| 36 | Kristo         | "Fryma që marr"  | Alban Skënderaj             |
| 37 | Bojken Lako    | "Bio"            | Bojken Lako                 |
| 38 | Gerti Gjoni    | "Asaj"           | Gerti Gjoni                 |
| 39 | Juliana Pasha  | "Diamant"        | Pirro Çako / Darko Dimitrov |

| Nr | Artist               | Låt                      | Text / Musik                                              |
| -- | -------------------- | ------------------------ | --------------------------------------------------------- |
| 40 | Alban Skënderaj      | "Refuzoj"                | Alban Skënderaj                                           |
| 41 | Aurel Thellimi       | "Ajo si ajo"             | Rozana Radi / Adrian Hila                                 |
| 42 | Blerta Gaçe          | "Sky Is The Limit"       | Big Basta / Darko Dimitrov                                |
| 43 | Kejsi Tola           | "Përendëshë e fantasizë" | Alban Skënderaj                                           |
| 44 | Majlando Gala        | "Sexy Dance"             | Julian Lekoçaj                                            |
| 45 | Smash & Vjola Baduni | "Nuk jam e huaj"         | Max Roncari & Gjergj Mero / Nicole Roncari & Delear Turku |

| Nr | Artist                   | Låt                  | Text / Musik              |
| -- | ------------------------ | -------------------- | ------------------------- |
| 46 | Aleksandër & Renis Gjoka | "I njejti do mbetëm" | Big Basta / A. & R. Gjoka |
| 47 | Era Rusi                 | "6 Mars"             | Adrian Hila               |
| 48 | Ermal Mamaqi             | "Bej si di vetë"     | Ermal Mamaqi              |
| 49 | Gerta Mahmutaj           | "Përgjithmonë ata"   | Rozana Radi / Adrian Hila |
| 50 | Vedat Ademi              | "Në frymën tënde"    | Big Basta / Gent Myftaraj |

## Semifinaler
Tävlingen bestod av två semifinaler. Den första gick av stapeln den 8 november 2012 med 22 deltagare. Den andra hölls dagen därpå. Bägge semifinalerna hölls i Pallati i Kongreseve i Tirana. Samtliga artister som deltagit i semifinalerna gick vidare till poängomröstningen i finalen, där vinnaren koras genom att artisterna röstar på varandra. Däremot fick endast de bidrag som slutat topp 20 framträda i finalen.
| Nr | Artist                       | Låt                      |
| -- | ---------------------------- | ------------------------ |
| 1  | A.D.A.                       | "Edhe një natë"          |
| 2  | Blerina Braka                | "Ole Ole"                |
| 3  | Hersi                        | "Animon"                 |
| 4  | Grifshat                     | "E kthjëllet"            |
| 5  | Kelly                        | "Ne të njejtën hënë"     |
| 6  | Erion Beçi                   | "Mo'"                    |
| 7  | Era Çaushllari               | "E doja"                 |
| 8  | Levels                       | "Ajo don mu ni nalt"     |
| 9  | Blerta Gaçe                  | "Sky Is The Limit"       |
| 10 | Ingrid Gjoni                 | "Më duaj"                |
| 11 | Kristo                       | "Fryma që marr"          |
| 12 | Big Basta & Enca             | "All That"               |
| 13 | Mateus Frroku & Xhesika Polo | "Me shumë të dua"        |
| 14 | Bojken Lako                  | "Bio"                    |
| 15 | Devis Xherahu                | "Fallxhorja"             |
| 16 | Stine ft. GB MC & Rudi Cat   | "Ti je ëngjëll"          |
| 17 | Kejsi Tola                   | "Përendëshë e fantasizë" |
| 18 | Xhensila Myrtezaj            | "Me ty jam"              |
| 19 | Eli Fara & Mangavutu         | "Romale"                 |
| 20 | Alban Skënderaj              | "Refuzoj"                |
| 21 | Greta Koçi                   | "Më sheh nga lart"       |
| 22 | Ermal Mamaqi                 | "Bej si di vetë"         |

| Nr | Artist                   | Låt                  |
| -- | ------------------------ | -------------------- |
| 1  | Drilon Shala             | "Do kthehësh"        |
| 2  | Elia & Lazy              | "Je ti"              |
| 3  | Leotrim Gashi            | "Nuk të kam harruar" |
| 4  | Gerti Gjoni              | "Asaj"               |
| 5  | Don Enio                 | "Hot Line"           |
| 6  | Adelina Emini            | "Në përvjetor"       |
| 7  | Andos                    | "Ku je ti"           |
| 8  | Aurel Thellimi           | "Ajo si ajo"         |
| 9  | Muhamet Ibrahimi         | "Lermë të të dua"    |
| 10 | Zajmina Vasjari          | "Do pi"              |
| 11 | Rezarta Shkurta          | "Më fal"             |
| 12 | Adrian Gaxha & Floriani  | "Ngjyra e kuqe"      |
| 13 | Lynx                     | "Sa pak mjafton"     |
| 14 | Gerta Mahmutaj           | "Përgjithmonë ata"   |
| 15 | Era Rusi                 | "Gjashtë Mars"       |
| 16 | Eliza Hoxha              | "Mbetëm"             |
| 17 | Rozana Radi              | "Ti s'ke zemër"      |
| 18 | Vedat Ademi              | "Në frymën tënde"    |
| 19 | Aleksandër & Renis Gjoka | "I njëjti do mbetëm" |
| 20 | Juliana Pasha            | "Diamant"            |
| 21 | Pirro Çako               | "Dalldisa"           |

## Final
Samtliga artister som deltog i semifinalen deltog även i kampen om vinsten, men endast de bidrag som kommit bland de 20 bästa i poängsättningen fick framträda vid finalen. De 20 artister som fått högst poäng i huvudtävlingen tilldelades ett pris vardera. Huvudpriset vanns slutligen av Alban Skënderaj med låten "Refuzoj" efter att ha fått 958 poäng i finalen.

### Huvudpriset
| 1. Alban Skënderaj (958) 2. Aleksandër & Renis Gjoka (745) 3. Juliana Pasha (657) 4. Vedat Ademi (617) 5. Eli Fara (587) 6. Rozana Radi (552) 7. Adrian Gaxha & Floriani (551) 8. Greta Koçi (508) 9. Stine (500) 10. Eliza Hoxha (480) 11. Kejsi Tola (449) 12. Xhensila Myrtezaj (447) 13. Bojken Lako (441) 14. Andos (430) 15. Pirro Çako (426) 16. Era Rusi (350) 17. Xhesika Polo & Mateus Frroku (346) 18. Ermal Mamaqi (340) 19. Rezarta Shkurta (307) 20. Blerta Gaçe (299) 21. Devis Xherahu (283) 22. Gerta Mahmutaj (281) | 23. Adelina Emini (277) 24. Ingrit Gjoni (275) 25. Gerti Gjoni (268) 26. Drilon Shala (261) 27. Big Basta ft. Enca (243) 28. Zajmina Vasjari (243) 29. Kelly (237) 30. Lynx (223) 31. Kristo (212) 32. Leotrim Gashi (207) 33. Elia & Lazy (178) 34. Muhamet Ibrahimi (175) 35. Levels (174) 36. Aurel Thellimi (153) 37. A.D.A (126) 38. Hersi (114) 39. Blerina Braka (107) 40. Erion Beçi (103) 41. Grifshat (90) 42. Don Enio (52) 43. Era Çaushllari (47) |

#### Övriga priser
| Artist                       | Låt                      | Plats | Poäng | Pris                       |
| ---------------------------- | ------------------------ | ----- | ----- | -------------------------- |
| Xhensila Myrtezaj            | "Me ty jam"              | 12    | 447   | Çmimi Diskografikë         |
| Rozana Radi                  | "Ti s'ke zemër"          | 6     | 552   | Çmimi i Interpretimit      |
| Bojken Lako                  | "Bio"                    | 13    | 441   | Çmimi Tendencë             |
| Eliza Hoxha                  | "Mbetëm"                 | 10    | 480   | Çmimi i Kritikës           |
| Adrian Gaxha & Floriani      | "Ngjyra e kuqe"          | 7     | 551   | Çmimi i Internetit         |
| Juliana Pasha                | "Diamant"                | 3     | 657   | Çmimi Best Vokal           |
| Kejsi Tola                   | "Përendëshë e fantasizë" | 11    | 449   | Çmimi Fun Tune             |
| Vedat Ademi                  | "Në frymën tënde"        | 4     | 617   | Çmimi Best Dance           |
| Era Rusi                     | "Gjashtë Mars"           | 16    | 350   | Çmimi Çesk Zadeja          |
| Eli Fara & Mangavutu         | "Romale"                 | 5     | 587   | Çmimi Etno Music           |
| Ermal Mamaqi                 | "Bej si di vetë"         | 18    | 340   | Çmimi Best Production      |
| Aleksandër & Renis Gjoka     | "I njëjti do mbetëm"     | 2     | 745   | Çmimi Best Rock            |
| Xhesika Polo & Mateus Frroku | "Me shumë të dua"        | 17    | 346   | Çmimi Best Ft.             |
| Blerta Gaçe                  | "Sky Is The Limit"       | 20    | 299   | Çmimi Skenike              |
| Andos                        | "Ku je ti"               | 14    | 430   | Çmimi Kantautori më e mirë |
| Stine ft. GB MC & Rudi Cat   | "Ti je ëngjëll"          | 9     | 500   | Çmimi Kënga Stil           |
| Rezarta Shkurta              | "Me fal"                 | 19    | 307   | Çmimi Televiziv            |
| Alban Skënderaj              | "Refuzoj"                | 1     | 958   | Çmimi i Publikut           |
| Greta Koçi                   | "Me sheh nga lart"       | 8     | 508   | Çmimi Jon Music            |
| Pirro Çako                   | "Dalldisa"               | 15    | 426   | Çmimi i Kontributit        |